# Dovre-Nationalpark
Der Dovre-Nationalpark (norwegisch Dovre nasjonalpark) ist ein norwegischer Nationalpark, der im Bergland nördlich von Innlandet liegt. Zudem befindet er sich zwischen dem Dovrefjell-Sunndalsfjella-Nationalpark und dem Rondane-Nationalpark. Der Park wurde 2003 gegründet und hat eine Fläche von 289 km².
Der Park gehört zu den Gemeinden Dovre und Folldal. Im Süden und Südosten grenzt er an das Naturschutzgebiet Grimsdalen und Rondane. Im Nordwesten an das Naturschutzgebiet Fokstugu, die E 6 und den Dovrefjell-Sunndalsfjella-Nationalpark. Die zwei Naturschutzgebiete bilden mit den drei Nationalparks ein beachtliches Naturschutzgebiet. Im Dovre liegen die Naturreservate Kattuglehøi naturreservat, Mesætermyre naturreservat und Veslehjerkinntjørnin naturreservat. Etwas außerhalb zudem noch das Fokstumyra naturreservat, das  Haukskardmyrin naturreservat und das Hjerkinnholin naturreservat.
Südöstlich des Parks, bei Rondane, gibt es eine bemannte Berg- und Informationshütte, die Grimsdalshytta, die vom Norwegischen Wanderverein betrieben wird.

## Geografie, Landschaft und Geologie
Der größte Teil des Parkes liegt oberhalb der Baumgrenze. Die Landschaft ist geprägt von Bergen, Gletschern und Gletscherresten wie Toteis und Osen. Rund um die drei höchsten Berge, Fokstuhøe (1716 moh.), Halvfarhøe (1689 moh.) und Falketind (1.684 moh.), haben der Boden und die Vegetation arktischen Charakter mit Spuren von Permafrost. Im Park gibt es außerdem einige der südlichsten Palsamoore Norwegens. Die unterschiedlichen Gesteinsarten und die daraus resultierenden nährstoffreichen und fruchtbaren Böden sind ein wichtiger Grund für die vielfältige Flora und Fauna im gesamten Nationalpark.

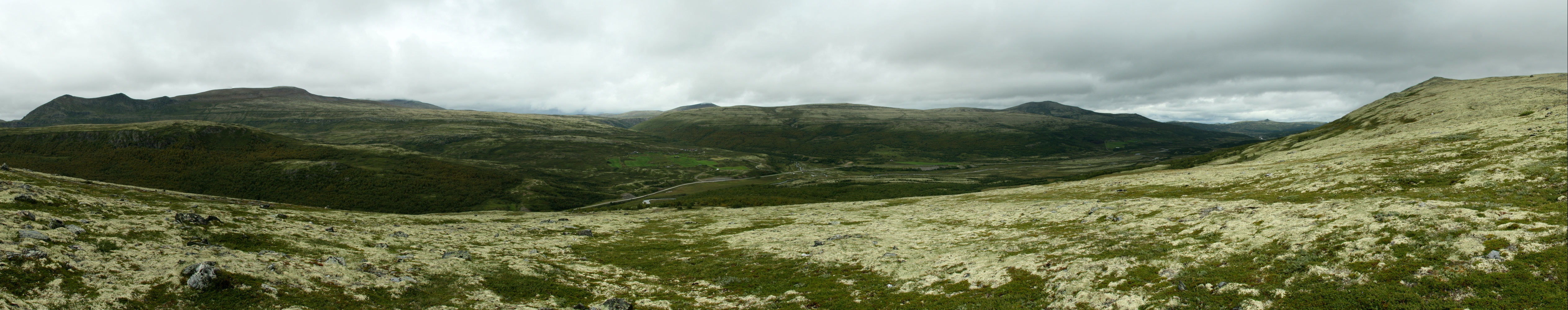
Blick von Süden über Grimsdalen auf den Nationalpark. In Bildmitte: Grimsdalshytta (DNT)

## Flora und Fauna
Aufgrund des fruchtbaren Bodens weist der Park eine der artenreichsten Pflanzenwelten ganz Norwegens auf. Der Dovre sowie die angrenzenden Nationalparks und Naturschutzgebiete gehören zu den letzten Rückzugsgebieten in Europa für wilde Bergrentiere. Im Park gibt es auch andere größere Säugetiere wie Vielfraße und Luchse. Die verbreitetsten Vogelarten sind Mornellregenpfeifer, Ohrenlerche, Steinadler und Gerfalke.

## Kulturerbe
Im Nationalpark wurden Funde prähistorischer Rentierjagd gemacht. Dazu gehören Fallgruben und diverse andere Fanghilfen und Waffen.